# Домб, Луи-Огюст де Бурбон
Луи-Огюст де Бурбон, принц Домбский (фр. Louis Auguste de Bourbon; 4 марта 1700, Версаль — 1 октября 1755, Фонтенбло) — французский аристократ и военачальник. Внук короля Людовика XIV и официальной фаворитки мадам Монтеспан.

## Биография
Появившийся на свет в Версальском дворце, Луи-Огюст стал четвёртым ребёнком герцога Мэнского и Анны Луизы Бенедикты де Бурбон. При рождении он получил титул принц де Домб.
В отличие от своего отца принц Домбский проявил большие способности в военном деле. Луи-Огюст служил под началом прославленного полководца принца Савойского в годы Австро-турецкой войны (1716—1718). Он также участвовал в сражениях войны за польское наследство (1733—1738) и войны за австрийское наследство (1740—1748).
После смерти отца (с которым он был очень близок) 14 мая 1736 года Луи Огюст унаследовал его состояние и все должности. Он получил титул графа д’Э (1736), был генерал-полковником гвардейской Швейцарской сотни (1710), губернатором Лангедока (1737). В 1750 году мать Луи-Огюста за три года до своей смерти передала ему титулы принца Ане и графа Дрё.
Принц Домба редко появлялся при дворе своего кузена Людовика XV; предпочитал жить в замке Ане, который развивал неустанно. Чтобы обеспечить водой сады Ане, он распорядился построить гидравлическую систему, которую разместили в парке имения возле реки Эр. Также он любил охотиться в угодьях своего большого имения в графстве Э.
Принц Домба оставался холостым и скончался не оставив прямых потомков. Его тётка Франсуаза-Мария де Бурбон, супруга регента пыталась сосватать его своим дочерям, сначала мадемуазель Орлеанской, затем мадемуазель де Валуа, но ни одна из них не пожелала выйти замуж за сына узаконенного принца крови.
Вместе со своим отцом и матерью принц Домба был вовлечён в заговор Челламаре. Луи Огюст был убит на дуэли в Фонтенбло 1 октября 1755 года в возрасте 55 лет. Его единственным наследником стал младший брат, Луи-Шарль.

## «Гасконский повар»
Именно принцу Домбскому приписывается авторство опубликованной в 1740 г. поваренной книги «Гасконский повар» . В ней приводятся некоторые весьма оригинальные рецепты — например, «глаза телёнка, фаршированные гратеном». Кроме того, автор книги предлагает лёгкий метод приготовления пирожных и макарони.